# سارق (مجموعه تلویزیونی)
سارق (انگلیسی: Robber; کره‌ای: 불한당) یک مجموعه تلویزیونی کره جنوبی سال ۲۰۰۸ با بازی جانگ هیوک و لی دا هه است. این مجموعه از ۲ ژانویه تا ۲۸ فوریه ۲۰۰۸، روزهای چهارشنبه و پنجشنبه ساعت ۲۱:۵۵ (کی‌اس‌تی) از اس‌بی‌اس برای ۱۶ قسمت پخش شد.

## بازیگران

### اصلی
- جانگ هیوک در نقش کوان اوه جون[۲]
- لی دا هه در نقش جین دال ره